# Trà

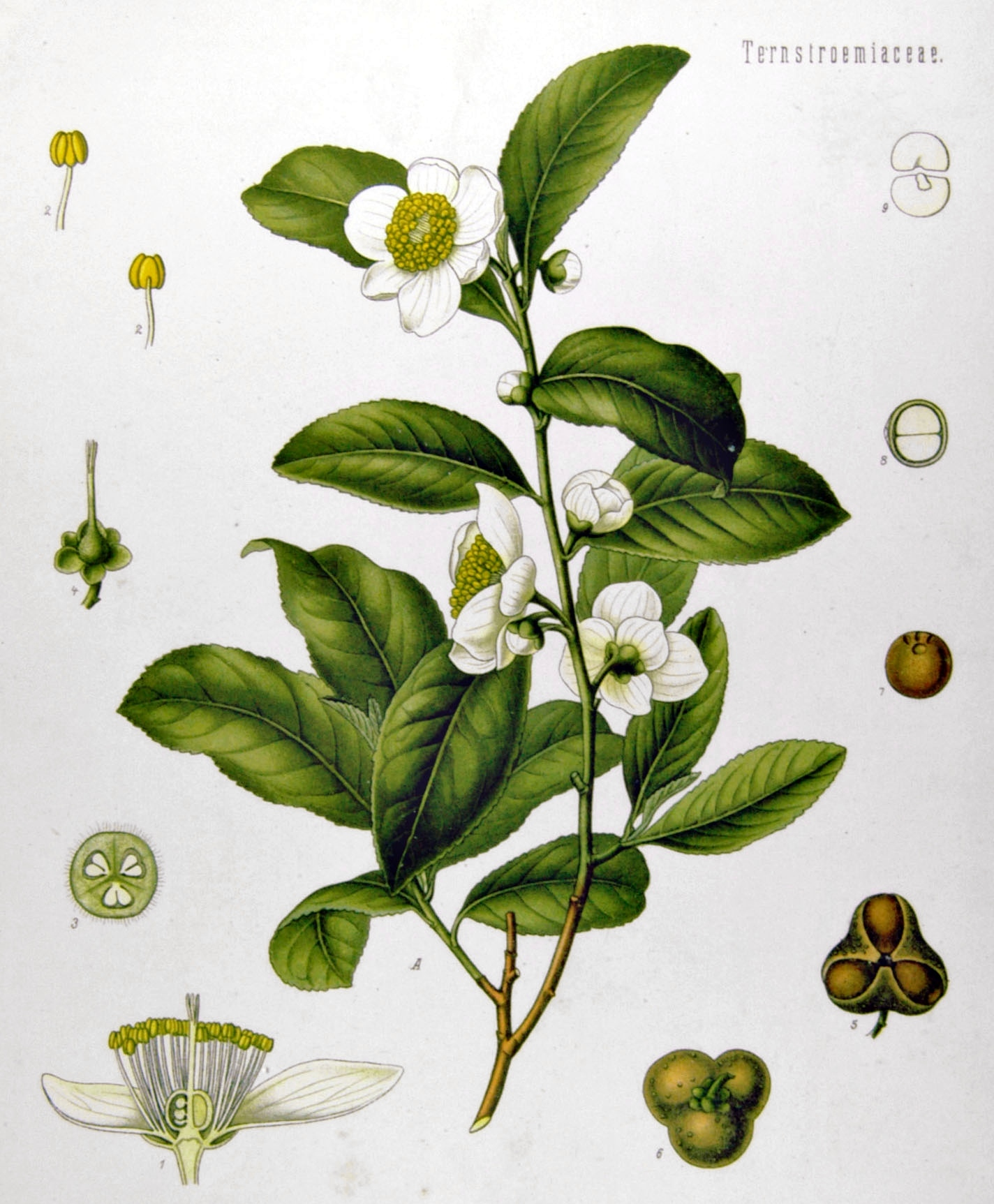
Hình vẽ lá trà (Camellia sinensis) từ Köhler's Medicinal Plants năm 1897

Trà (hay chè) là đồ uống phổ biến thứ hai trên thế giới (sau nước uống). Nó làm bằng cách ngâm lá, chồi, hay cành của cây trà (Camellia sinensis) vào nước sôi từ vài phút đến vài giờ. Lá trà có thể được oxy hóa (ủ để lên men), sấy rang, phơi, hay pha thêm các loài thảo mộc khác như hoa, gia vị, hay trái cây khác trước khi chế vào nước sôi. Trong phạm vi thức uống chế từ Camellia sinensis thì có bốn loại trà thật: Trà đen, Trà Ô Long, Trà xanh và Trà trắng. Nước trà là nguồn caffein, theophylline và chất chống oxy hóa (antioxidant) tự nhiên và gần như không có mỡ, carbohydrate, hay protein. Nước trà có mùi thơm, vị hơi đắng và chát.

## Trồng và thu hoạch
Camellia sinensis là loài thực vật thường xanh mọc chủ yếu trong các vùng khí hậu nhiệt đới và cận nhiệt đới. Nhiều giống cũng có thể thích nghi với khí hậu biển và được trồng đến tận phía bắc như Pembrokeshire ở Đảo Anh lục địa và Washington ở Hoa Kỳ.

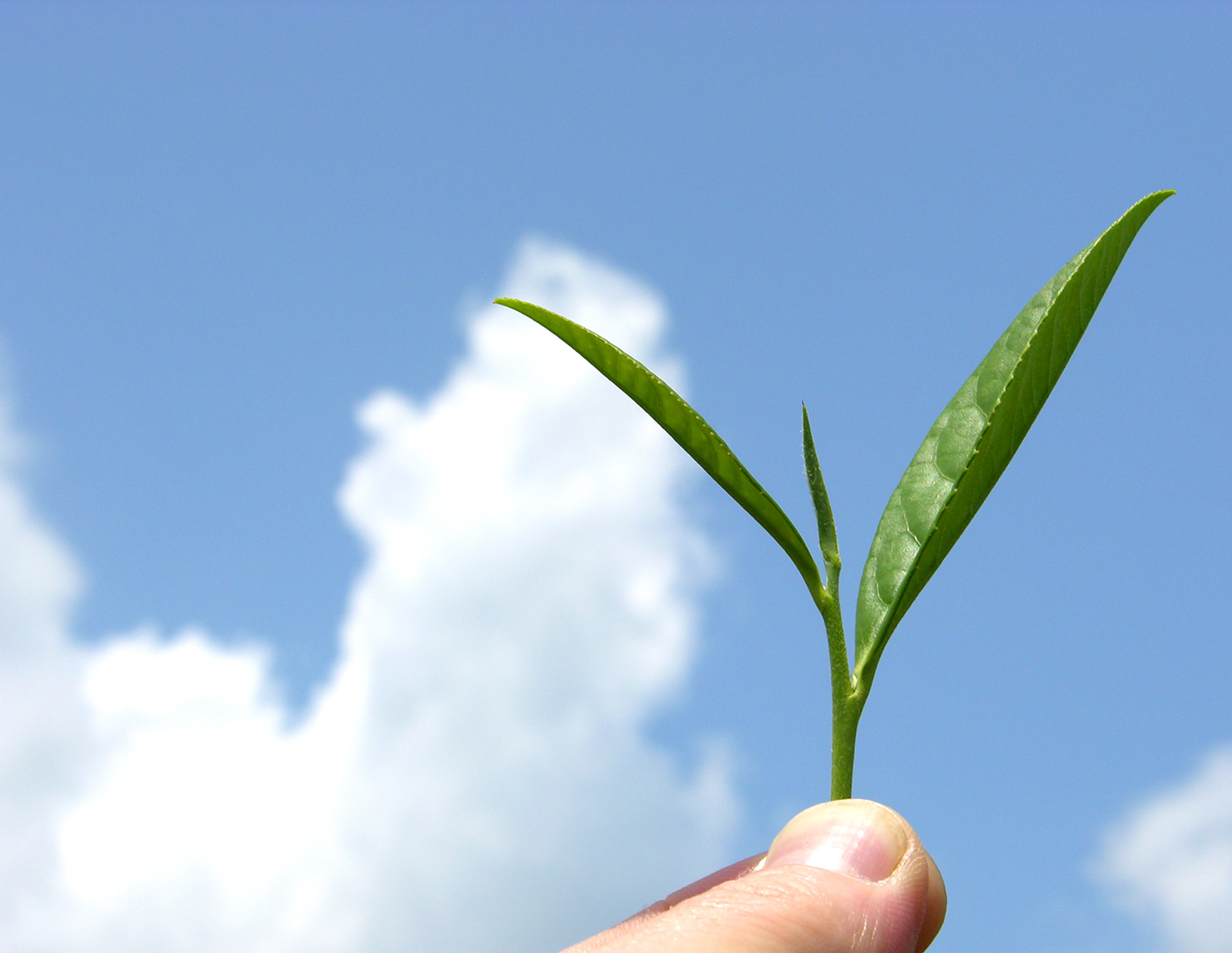
Lá của Camellia sinensis, cây chè

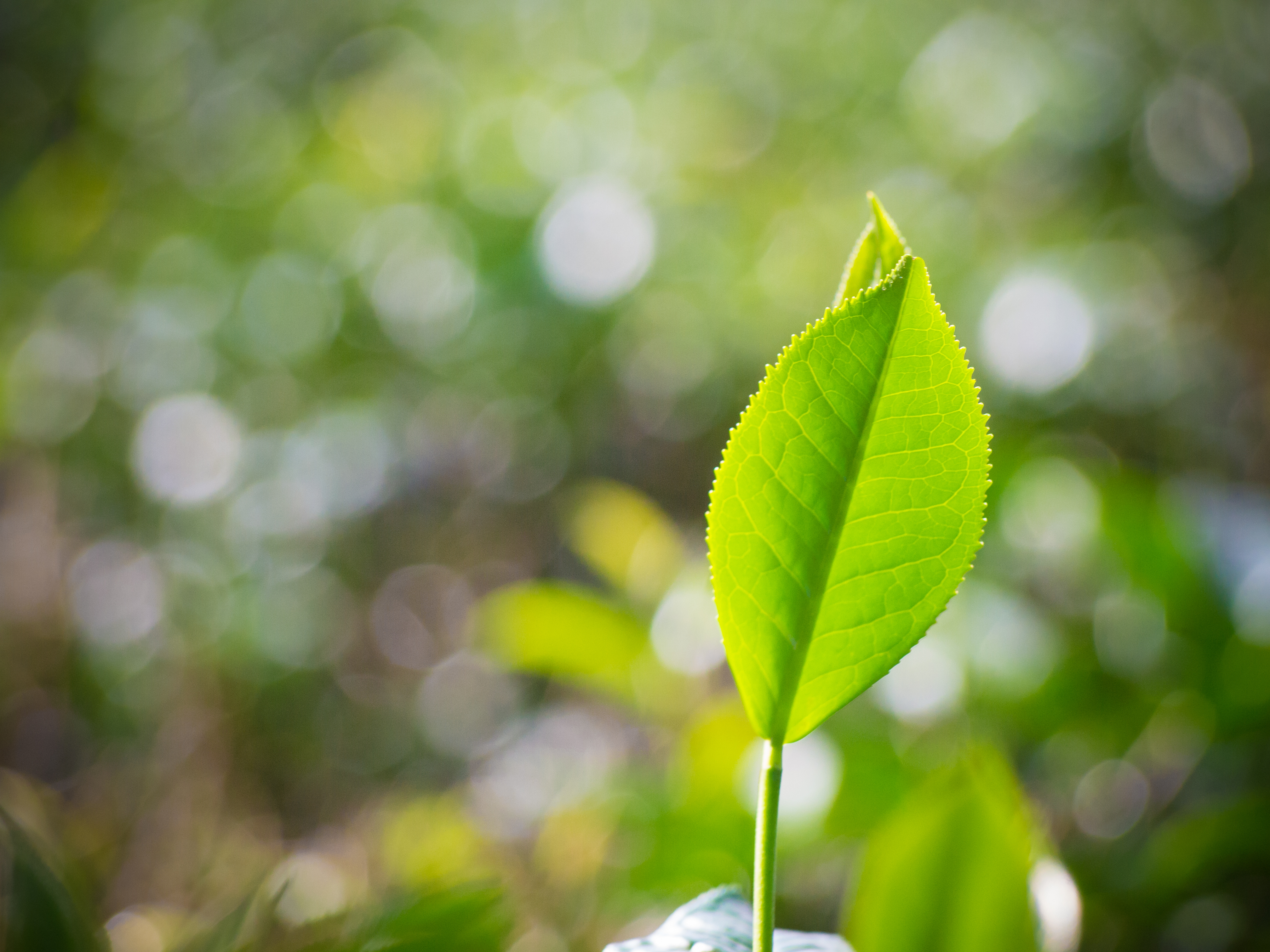
Mặt dưới lá chè ở Bảo Lộc, Lâm Đồng, Việt Nam

Cây trà được nhân giống từ hạt và cắt; nó mất khoảng 4 đến 12 năm để cây ra hạt giống, và khoảng 3 năm trước khi một cây mới sẵn sàng cho thu hoạch. Ngoài khu 8 hay vùng khí hậu ấm hơn, cây trà cần ít nhất 1270 mm lượng mưa mỗi năm và môi trường đất chua. Nhiều cây trà chất lượng cao được trồng ở những độ cao lên đến 1.500 m (4.900 ft) so với mực nước biển. Ở độ cao này, cây phát triển chậm hơn, chúng cho ra mùi vị đặc biệt hơn.
Tùy vào tình trạng thu hái phần búp mà người ta có thể làm ra các loại trà với mùi vị khác nhau như trà búp (1 tôm 2 lá), trà tôm nõn (1 tôm 1 lá), trà lộc đỉnh (nõn chè nguyên chất) và trà đinh ngọc (chồi non tinh khiết)
Hai giống thường được trồng là Camellia sinensis var. sinensis, được dùng làm trà ở Trung Quốc, Đài Loan và Nhật Bản, và giống Camellia sinensis var. assamica, được dùng trong Pu-erh và trà Ấn Độ (không phải Darjeeling). Trong các giống thực vật này, có nhiều chủng và giống vô tính hiện đại. Kích thước lá là tiêu chuẩn chính trong việc phân loại cây trà, với 3 cách phân loại cơ bản là, Assam, đặc trưng bởi lá lớn nhất; trà Trung Quốc, đặc trưng bởi lá nhỏ nhất; trà Campuchia, đặc trưng bởi lá có kích thước trung bình.
Cây chè lớn cao đến 16 m (52 ft) nếu không bị tác động, nhưng các loại cây trồng thường được tỉa cành để độ cao của chúng ngang với thắc lưng nhằm để tuốt (thu hoạch). Do vậy, khi tỉa thường xuyên và thân thấp thì có nhiều chồi non và làm tăng chất lượng trà. Chỉ có 1-2 in phần lá trên cùng của cây được chọn để hái. Một cây trưởng thành cho lá trong vòng 7 đến 15 ngày trong mùa phát triển.

## Sản xuất
Năm 2003, sản lượng lá trà trên thế giới hàng năm là 3,21 triệu tấn. Đến năm 2010, sản lượng trà của thế giới vượt mức 4,52 triệu tấn. Nước sản xuất lớn nhất là Trung Quốc, Ấn Độ, Kenya, Sri Lanka, và Thổ Nhĩ Kỳ.
Bảng dưới đây thể hiện sản lượng lá trà (tấn) xếp theo các nước sản xuất nhiều nhất. Dữ liệu theo FAO của Liên Hợp Quốc đến tháng 2 năm 2012.
| Hạng | Quốc gia   | 2008      | 2009      | 2010      | 2011      |
| ---- | ---------- | --------- | --------- | --------- | --------- |
| 1    | Trung Quốc | 1.274.984 | 1.375.780 | 1.467.467 | 1.640.310 |
| 2    | Ấn Độ      | 987.000   | 972.700   | 991.180   | 1.063.500 |
| 3    | Kenya      | 345.800   | 314.100   | 399.000   | 377.912   |
| 4    | Sri Lanka  | 318.700   | 290.000   | 282.300   | 327.500   |
| 5    | Thổ Nhĩ Kỳ | 198.046   | 198.601   | 235.000   | 221.600   |
| 6    | Việt Nam   | 173.500   | 185.700   | 198.466   | 206.600   |
| 7    | Iran       | 165.717   | 165.717   | 165.717   | 162.517   |
| 8    | Indonesia  | 150.851   | 146.440   | 150.000   | 142.400   |
| 9    | Argentina  | 80.142    | 71.715    | 88.574    | 96.572    |
| 10   | Nhật Bản   | 96.500    | 86.000    | 85.000    | 82.100    |
| Tổng | Thế giới   | 4.211.397 | 4.242.280 | 4.518.060 | 4.321.011 |

## Xem thêm

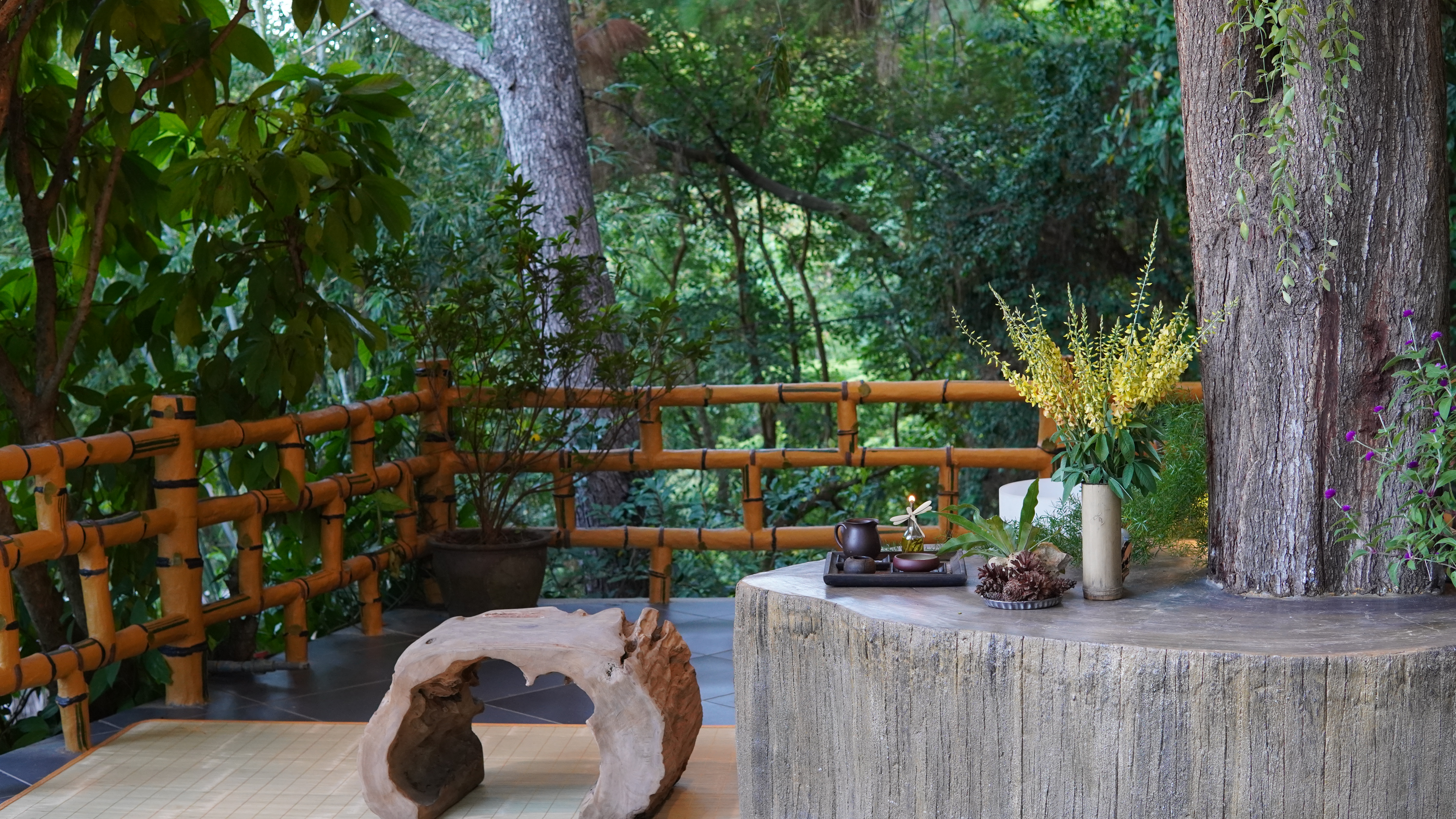
Góc trà đàm ở một ngôi chùa tại Việt Nam